# Shaun Keeling
Shaun Keeling (Krugersdorp, 21 de enero de 1987) es un deportista sudafricano que compitió en remo.
Participó en dos Juegos Olímpicos de Verano, obteniendo una medalla de plata en Río de Janeiro 2016, en la prueba de dos sin timonel, y el quinto lugar en Pekín 2008, en la misma prueba. Ganó una medalla de bronce en el Campeonato Mundial de Remo de 2014.

## Palmarés internacional
| Juegos Olímpicos   | Juegos Olímpicos         | Juegos Olímpicos  | Juegos Olímpicos |
| Año                | Lugar                    | Medalla           | Prueba           |
| ------------------ | ------------------------ | ----------------- | ---------------- |
| 2016               | Río de Janeiro (Brasil)  | Medalla de plata  | Dos sin timonel  |
| Campeonato Mundial |                          |                   |                  |
| Año                | Lugar                    | Medalla           | Prueba           |
| 2014               | Ámsterdam (Países Bajos) | Medalla de bronce | Dos sin timonel  |